# Gardenia ovularis
Gardenia ovularis är en måreväxtart som beskrevs av Frederick Manson Bailey. Gardenia ovularis ingår i släktet Gardenia och familjen måreväxter. Inga underarter finns listade i Catalogue of Life.